# Ciro Di Maio
Ciro Di Maio (Napoli, 2 maggio 1975) è un conduttore televisivo, attore e fotoreporter italiano.

## Carriera
Ha esordito su Rai 1 nel 1998 nel programma Carràmba! Che fortuna, partecipando anche a Centoventitré e I fantastici di Raffaella. Dal 2004 al 2016 è stato autore e conduttore di programmi del gruppo televisivo LT Multimedia. Nelle vesti di attore ha recitato in alcune fiction come Un posto al sole (Rai 3), Un medico in famiglia 9 (Rai 1), Le tre rose di Eva 3 (Canale 5)  e a teatro in Naked Boy Singing di Roberto Croce nel 2000 al Teatro Colosseo di Roma.
il 22 maggio 2021 viene arrestato per detenzione e acquisto della droga gamma-butirrolattone a fini di spaccio.

## Programmi TV
- Style (Leonardo, 2004-2007)
- Miss Muretto (Leonardo, 2006-2007)
- La domenica di Alice (Alice, 2008)
- The Singing Office (Sky Uno, 2008, inviato)
- Facile cucina (Alice, 2008-2009)
- Non solo weekend (Marcopolo, 2009)
- Diario di viaggio (Marcopolo, 2010-2015, anche come autore)
- Welcome to Haiti (Marcopolo, 2016)